# Бел P-39 еракобра
P-39 еракобра (енгл. P-39 Airacobra) је био амерички једносједи ловац и ловац-бомбардер из периода Другог свјетског рата, кога је прозводила фабрика Бел (Bell Aircraft). Укупно је израђено 9558 авиона.
Насљедник авиона P-39 је P-63 Кингкобра, произвођен при крају рата.

## Развој
Први пут полетио као прототип 1939. године, био је необичан за своје вријеме јер је имао мотор иза пилота и трицикл стајни трап. Пропелер је погоњен са дугачком осовином која је пролазила испод кабине. Конструктори су били Вудс (R. J. Woods) и Вудсон (O. L. Woodson). Одсуство турбопуњача (turbocharger) на Алисон (Allison) мотору је значило да су перформансе авиона биле недовољне на већој висини. Због тога су углавном кориштени као ловци-бомбардери у америчком РВ.

## У борби
Највећи број авиона, 4773, је испоручен Совјетском Савезу. Тамо је авион добро примљен због велике брзине и јаког наоружања, и на почетку је кориштен највише као ловац. Многи совјетски асови су дио летачке каријере провели на P-39.
Капетан Григориј Речкалов је остварио 44 од укупно 58 ваздушних побједа у P-39 у 9. гардијској ловачкој дивизији, а
Александар Покришкин из 216. гардијске ловачке дивизије је остварио 48 од својих 59 побједа на P-39.
Авион се добро показао и за нападе на циљеве на земљи, нарочито у каснијем периоду рата када је надмоћ у ваздуху прешла на страну совјетског РВ. Нажалост, несреће приликом слијетања су биле честе због недовољне обучености пилота за овај необичан авион.
Кориштен је и у Медитерану и на Далеком истоку.

## Карактеристике
- Ловац и ловац-бомбардер
- Посада: Један пилот
- Први лет: 1939.
- Ушао у употребу: 1941.
- Произвођач: Бел (Bell Aircraft)
- Димензије
- Дужина: 9.2
- Размах: 10.37
- Висина: 3.63
- Површина крила: 19.79 m²
- Масе
- Празан: 	2540
- Оптерећен: 	3530
- Максимална полетна маса: 3720
- Погонска група
- Мотор: један, Алисон (Allison) В-1710 снаге 1325 КС (988 KW) са текућим хлађењем

## Перформансе
- Максимална брзина: 612
- Долет: 2360
- Оперативни плафон: 10670
- Брзина уздизања: 1220

## Наоружање
- Стрељачко: 1 x 37 mm или 20 mm Хиспано топ, 2 митраљеза 12.7 mm Браунинг (Browning), 2 или 4 митраљеза 7.62